# Инглиш, Уильям Хайден
Уильям Хайден Инглиш (англ. William Hayden English; 27 августа 1822 — 7 февраля 1896) — американский политик, член Палаты представителей США от 2-го округа Индианы, кандидат на пост вице-президента США от демократической партии в 1880 году.

## Биография
Инглиш родился в Лексингтоне в Индиане и был единственным сыном Элиши и Махалы Инглиш. Он проучился три года в Ганноверском колледже, после чего был принят в коллегию адвокатов Индианы. Через некоторое время занятий юридической практикой Инглиш стал заниматься политикой на местном уровне. В 1842—45 годах он был почтмейстером в Лексингтоне, в 1843 — старшим клерком в Палате представителей Индианы, в 1845—49 — клерком в Министерстве финансов США. В 1850 году он был избран секретарём конституционного конвента Индианы, что укрепило его авторитет.
В течение сессии 1851—52 Палаты представителей Индианы Инглиш был спикером этой палаты. В 1853—61 годах он был членом Палаты представителей США от Индианы; работал над известным законом Канзас-Небраска, который де-факто отменил Миссурийский компромисс и позволил жителям западных территорий самостоятельно решать вопрос о рабстве.
Во время Гражданской войны Инглиш помог губернатору Оливеру Мортону расформировать организацию «Рыцарей Золотого Круга», выступавших против политики Мортона и Линкольна. В мае 1863 года Инглиш вместе со своими соратниками открыл Первый национальный банк Индианаполиса, президентом которого он был до 1877 года. После ухода с поста президента банка он вложил деньги в недвижимость и построил отель и оперный театр. В день поминовения 1872 года Инглиш предложил установить памятник жертвам Гражданской войны на кладбище Краун-Хилл, но его идея не получила поддержки. Впоследствии он вошёл в комиссию по памятникам и способствовал установлению монумента солдатам и морякам.
В 1880 году Демократическая партия, проводившая свой съезд в Цинциннати, выдвинула Инглиша на пост вице-президента, а генерала Уинфилда Скотта Хэнкока — на пост президента. Пара проиграла выборы с разницей менее чем в 10 000 голосов, после чего Инглиш ушёл из политики. В последние годы жизни он был президентом Исторического общества Индианы, где до сих пор хранится большая коллекция его статей.
После смерти Инглиша губернатор Клод Мэтьюз объявил, что его тело будет выставлено для прощания в Капитолии, где более 15 000 граждан отдали дань уважения ему. Инглиш был известен как один из богатейших людей Индианы.